# Jonchery-sur-Suippe

Jonchery-sur-Suippe este o comună în departamentul Marne, Franța. În 2009 avea o populație de 171 de locuitori.